# فوران نوع استرومبولی

فوران استرومبولی: ۱- ستوان فورانی، ۲- لاپیلی، ۳- خاکستر آتشفشانیَ، ۴- مجرای گدازه، ۵- بمب آتشفشانی، ۶- جریان گدازه، ۷- لایه‌های گدازه و خاکستر، ۸- چینه، ۹- آذرین‌تیغه، ۱۰- مجرای ماگما، ۱۱- اتاقک ماگما، ۱۲- آذرین‌لایه.

فوران استرومبولی (انگلیسی: Strombolian eruption) گونه‌ای فوران آتشفشانی نسبتاً ملایم انفجاری است که نمایه شدت فوران آتشفشان آن حدود ۲ تا ۳ است. فوران استرومبولی نام خود را از آتشفشان استرومبولی در ایتالیا گرفته‌است که دارای این نوع فوران است. فوران‌های نوع استرومبولی شامل تخلیه اخگرهای روشن، لاپیلی و بمب آتشفشانی به ارتفاعی در حدود ده‌ها تا چند صد متر است. حجم این نوع فوران آتشفشانی کم و شدت آن پراکنده‌است.
در فوران استرومبولی آذرآوار در هنگام خروج از دهانه آتشفشان به رنگ سرخ در می‌آید ولی سطح آن سرد شده و به رنگ تیره و سیاه دیده شده و ممکن است پیش از ضربه‌زدن به آن سفت و محکم شود. آذرآوار در مجاورت دهانه آتشفشان جمع شده و مخروط خاکستر را تشکیل می‌دهد. اخگر مهم‌ترین ماده تولیدشده در این فرایند است، در حالی که مقدار خاکستر آتشفشانی تولید شده کمتر است.
گدازه‌های جریان‌یافته دارای گرانروی بیشتری بوده و بنابراین در مقایسه با فوران هاوایی کوچک‌تر و ضخیم‌تر هستند. جریان گدازه ممکن است با تولید سنگ آذرآواری همراه باشد.
عمده فعالیت این نوع آتشفشان در ساحل غربی ایتالیا دیده شده‌است. فعالیت‌های آرام استرومبولی از دهانه‌های باز صورت می‌گیرد و گدازه‌های نسبتاً سیال در افق‌های بالایی مجرای آتشفشان وجود دارند. خاکستر در این نوع آتشفشان کم بوده و به هنگام انفجار تولید ابرهای سبک‌وزنی را می‌کند. شیب مخروط این نوع آتشفشان از شیب آتشفشان نوع هاوایی خیلی بیشتر است.